# Gaston Aumoitte
Gaston Achille Louis Aumoitte (* 19. Dezember 1884 in Hanoi, Französisch-Indochina, heute Vietnam; † 30. Dezember 1957 in Sainte-Foy-la-Grande) war ein französischer Krocketspieler.

## Biografie
Gaston Aumoitte wurde bei den Olympischen Sommerspielen 1900 in Paris im Krocket Einzel mit einer Kugel Olympiasieger. Auch im Doppel wurde er mit seinem Partner Georges Johin Olympiasieger. Die historischen Aufzeichnungen geben keine Auskunft darüber, ob die beiden ohne Konkurrenz gespielt haben, oder ob es Gegner in diesem Wettbewerb gab.
Aumoitte kämpfte in beiden Weltkriegen und stieg beim Militär bis zum Oberstleutnant auf. Er war Kommandeur der Ehrenlegion.